# Distrito de Nišava
El Distrito de Nišava (en serbio: Nišavski okrug, Нишавски округ) es uno de los 18 ókrug o distritos en que está dividida Serbia Central, la región histórica de Serbia. Tiene una extensión de 2.729 km², y según el censo de 2002, 381.757 habitantes. Su capital administrativa es la ciudad de Niš.

## Ciudades y municipios del distrito de Nišava
| Nombre     | Superficie (km²) | Población 2002 | Población 2011 | Estatuto  |
| ---------- | ---------------- | -------------- | -------------- | --------- |
| Niš        | 597              | 250 518        | 257 867        | Ciudad    |
| Aleksinac  | 707              | 57 749         | 51 462         | Municipio |
| Gadžin Han | 368              | 10 464         | 8357           | Municipio |
| Doljevac   | 121              | 19 561         | 18 441         | Municipio |
| Merošina   | 193              | 14 812         | 13 916         | Municipio |
| Ražanj     | 325              | 11 369         | 9137           | Municipio |
| Svrljig    | 497              | 17 284         | 14 224         | Municipio |
| Total      | 2729             | 381 757        | 373 404        |           |

La ciudad de Niš se subdivide en cinco municipios urbanos:
| Escudo de armas                                 | Nombre                          | Superficie (km²) | Población (1991) | Población (2002) | Población (2011) |
| ----------------------------------------------- | ------------------------------- | ---------------- | ---------------- | ---------------- | ---------------- |
|                                                 | Municipio urbano de Medijana    | 16               | 88.602           | 87.405           | 85.969           |
|                                                 | Municipio urbano de Palilula    | 117              | 73.610           | 72.165           | 73.801           |
|                                                 | Municipio urbano de Crveni krst | 181              | 34.062           | 33.452           | 32.301           |
|                                                 | Municipio urbano de Pantelej    | 141              | 43.371           | 42.137           | 53.486           |
|                                                 | Municipio urbano de Niška Banja | 147              | 15.325           | 15.359           | 14.680           |
|                                                 | Ciudad de Niš                   | 597              | 254.970          | 250.518          | 260.237          |
| Fuente: Oficina de Estadísticas de la República |                                 |                  |                  |                  |                  |